# Ernst Nolte (Architekt)

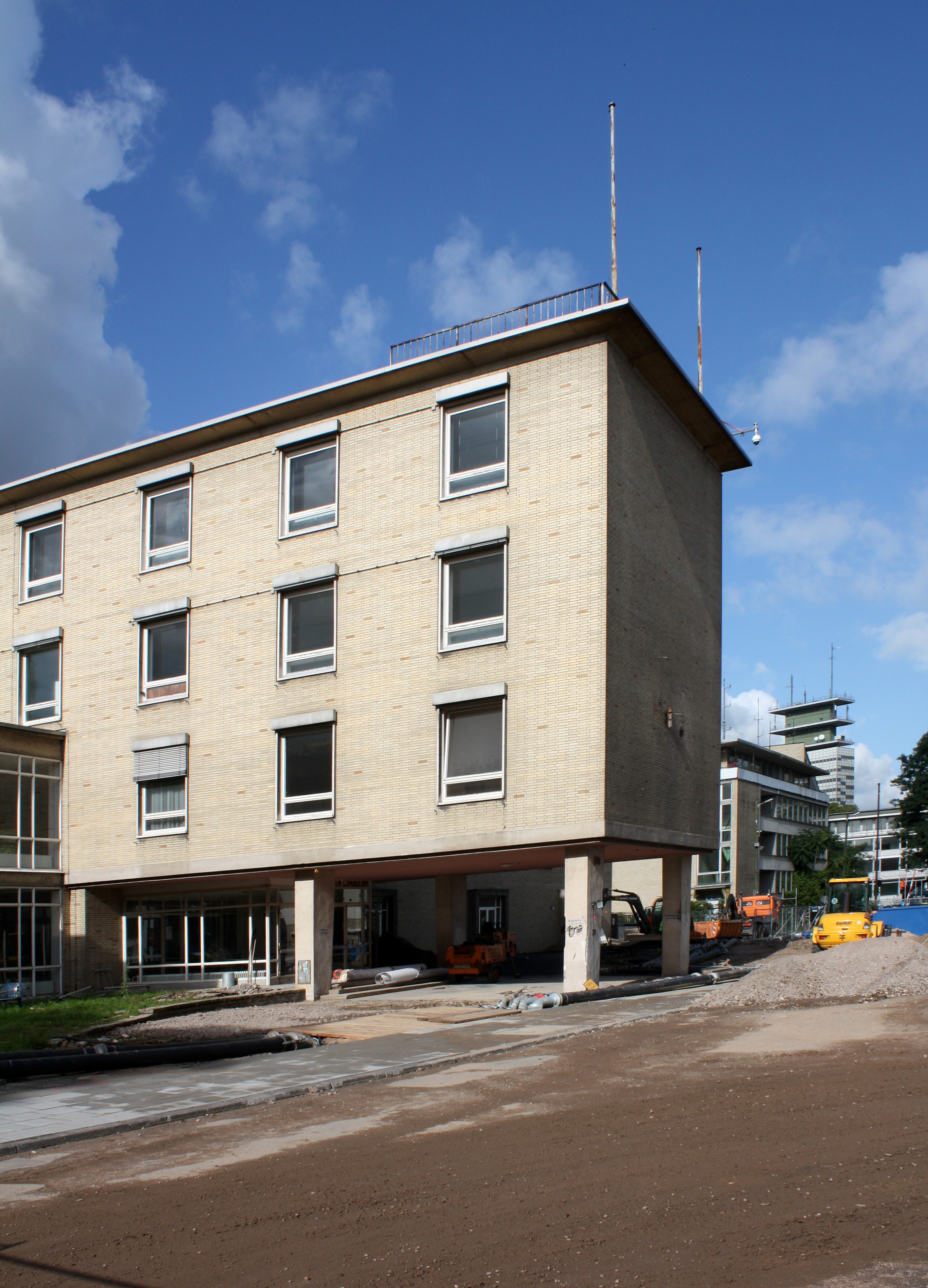
Flügel des FWG-Köln

Ernst Max Nolte (* 30. Januar 1897 in Lüdenscheid; † 16. Februar 1973 in Köln) war ein deutscher Architekt, der vor allem durch seine Bauten in Köln bekannt wurde.

## Laufbahn
Nolte startete seine berufliche Laufbahn als Assistent bei Georg Steinmetz in Berlin und als Mitarbeiter im Büro von Paul Bonatz in Stuttgart, bis er dann 1925 mit Adolf Abel, der als Baudirektor nach Köln berufen worden war, für knapp drei Jahre unter anderem bei den Kölner Messebauten mitwirkte. 1928 machte er sich mit einem eigenen Konstruktionsbüro in Köln-Lindenthal selbstständig.
Seit 1924 war Nolte mit Gertrud Hildegard Blezinger verheiratet. Er verstarb 1973 im Alter von 76 Jahren in einem Kölner Krankenhaus.

## Wirken

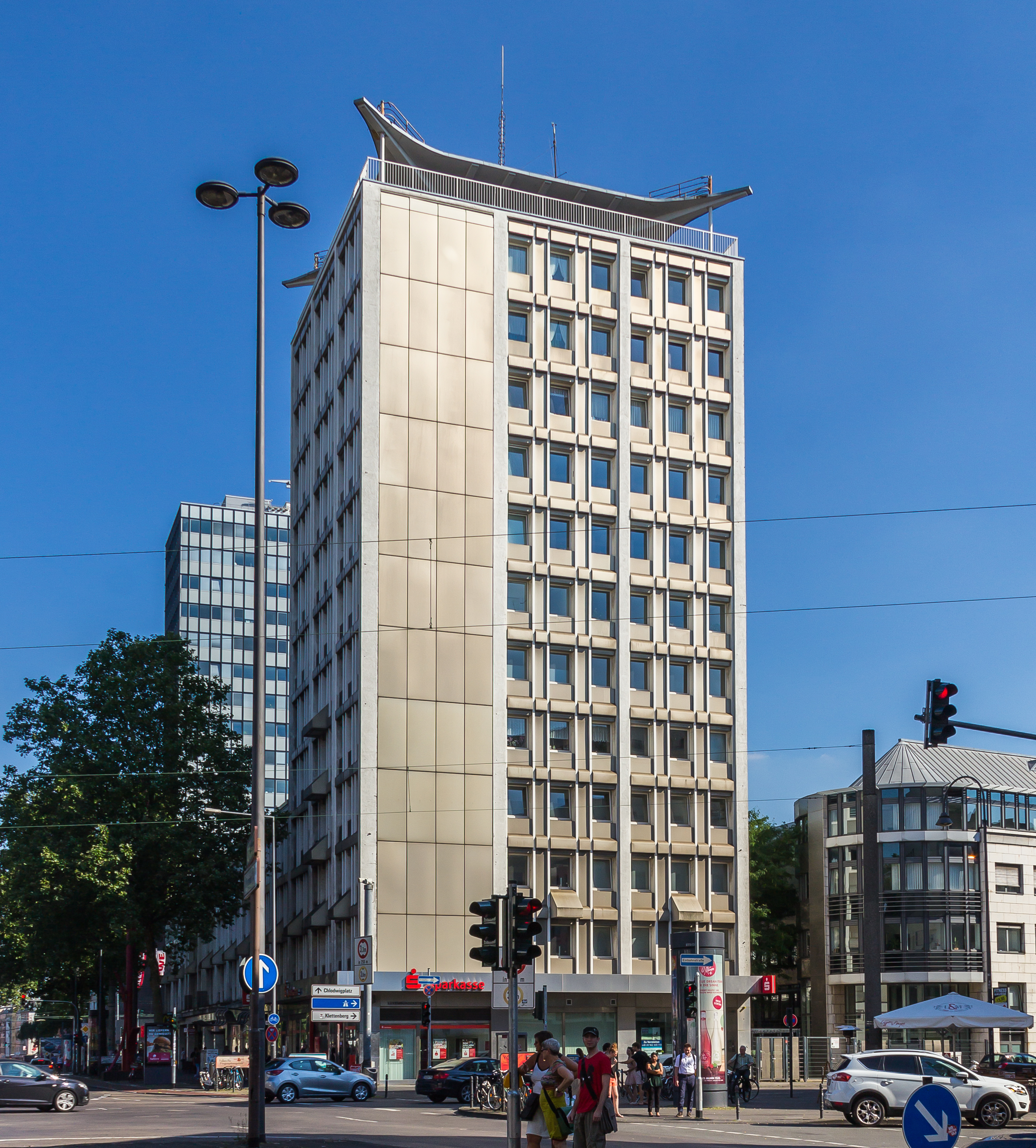
Hochhaus der Stadtsparkasse Köln am Barbarossaplatz

Neben seinem eigenen Haus in Lindenthal, Haus Nolte (1933), baute er vor dem Zweiten Weltkrieg im damals Rodenkirchener Ortsteil Meschenich die Dorfschule mit Lehrerhaus (1936/1937). Nach dem Krieg wurde er durch seine funktionalen Schul- und Geschäftsbauten bekannt:
- 1951/1959: Wiederaufbau der in der Genter Straße (Neustadt-Nord)
- 1952/1957: Grundschule in der Altonaer Straße in Köln-Longerich
- 1954/1957: Friedrich-Wilhelm-Gymnasium (unter Denkmalschutz)
- 1955/1956: Hochhaus der Stadtsparkasse Köln am Barbarossaplatz (mit charakteristischem Schwalbenschwanzdach)
- 1956/1957: Kölns erstes Parkhaus mit Hotel am Augustinerplatz

## Auszeichnung
- 1967 Kölner Architekturpreis